# Михаил Бусигин
Михаил Иванович Бусигин (на руски: Михаил Иванович Бусыгин) е съветски държавник и политик – министър и депутат.

## Биография
Роден е на 15 март 1931 година в село Крутая, Ирбитски район, Свердловска област, РСФСР. По време на Втората световна война от 11-годишен работи в отбранителната промишленост на Съветския съюз, за което е награден с медал „За доблестен труд по време на Великата Отечествена война“. Завършва Уралския лесотехнически институт в Свердловск.
След това работи като главен инженер и началник на комбинат. От 1960 година е първи секретар на районния комитет на КПСС в Соликамск, а после е ръководител на Соликамския целулозно-хартиен комбинат. От 1968 до 1972 г. е началник на Главно управление „Проектиране и капитално строителство“ в Министерството на целулозно-хартиената промишленост. Защитава дисертация и получава научна степен кандидат на икономическите науки. Завършва Академия по обществени науки на ЦК на КПСС -1971 г. и Военнополитическа академия при Генералния щаб на Съветската армия „В. И. Ленин“ – 1972 г.
През 1972 – 1980 година е генерален директор по строителство на комбинат в гр. Уст Илимск. От 1980 до 1982 година е първи заместник-министър на горската, целулозно-хартиената и дървообработващата промишленост на СССР. Той е министър на горската, целулозно-хартиената и дървообработващата промишленост на СССР от 31 март 1982 година до 16 март 1988 година и министър на горската промишленост от 28 март 1988 до 7 юни 1989 година.
Депутат е във Върховния съвет на СССР през периода 1984 – 1989 година и кандидат-член на ЦК на КПСС.

## България
През юли 1986 година като министър посещава България. На 2 юли 1986 година между България и СССР се подписва протокол към спогодбата за Българо-Съветското предприятие в Коми за сътрудничество в дърводобива между правителствата на България и СССР, предвиждащ увеличение на дърводобива за периода 1986 – 1990 година и протокол за сътрудничество между Министерството на земеделието и горите на България и Министерството на горската, цеулозно-хартиената и дървообработващата промишленост на СССР.

## Отличия
Награден с 2 ордена „Ленин“ (1966, 1981), ордените „Червено знаме на труда“ (1971), „Почетен знак“ (1962), медал „В чест на 130-летието на И. В. Сталин“ и други съветски, руски и чуждестранни отличия.
Средно общообразователно училище № 8 в гр. Уст Илимск е наименувано на М. И. Бусигин.